# Amerikai Szamoa a 2004. évi nyári olimpiai játékokon
Amerikai Szamoa a görögországi Athénban megrendezett 2004. évi nyári olimpiai játékok egyik részt vevő nemzete volt. Az országot az olimpián 2 sportágban 3 sportoló képviselte, akik érmet nem szereztek.

## Atlétika
Férfi
| Versenyző        | Versenyszám | Előfutam | Előfutam | Előfutam | Negyeddöntő | Negyeddöntő | Negyeddöntő | Elődöntő | Elődöntő | Elődöntő | Döntő   | Döntő    |
| Versenyző        | Versenyszám | Idő      | Hely.    | Össz.    | Idő         | Hely.       | Össz.       | Idő      | Hely.    | Össz.    | Idő     | Helyezés |
| ---------------- | ----------- | -------- | -------- | -------- | ----------- | ----------- | ----------- | -------- | -------- | -------- | ------- | -------- |
| Kelsey Nakanelua | 100 m       | 11,29    | 7.       | 75.      | kiesett     | kiesett     | kiesett     | kiesett  | kiesett  | kiesett  | kiesett | kiesett  |

Női
| Versenyző     | Versenyszám   | Selejtező                | Selejtező                | Döntő    | Döntő    |
| Versenyző     | Versenyszám   | Eredmény                 | Helyezés                 | Eredmény | Helyezés |
| ------------- | ------------- | ------------------------ | ------------------------ | -------- | -------- |
| Lisa Misipeka | Kalapácsvetés | érvényes kísérlet nélkül | érvényes kísérlet nélkül | kiesett  | kiesett  |

## Súlyemelés
Férfi
| Versenyző   | Versenyszám | Szakítás | Szakítás | Lökés    | Lökés    | Összesen | Helyezés |
| Versenyző   | Versenyszám | Eredmény | Helyezés | Eredmény | Helyezés | Összesen | Helyezés |
| ----------- | ----------- | -------- | -------- | -------- | -------- | -------- | -------- |
| Eleei Lalio | +105 kg     | 125,0    | 16.      | 170,0    | 14.*     | 295,0    | 15.      |

* - egy másik versenyzővel azonos eredményt ért el